# ISO 3166-2:GB
ISO 3166-2:GB je ISO standard, ki določa geokode: je podskupina ISO 3166-2, ki se nanaša na Združeno kraljestvo. Prvi del kode je ISO 3166-1 (koda okrožja oz. administrativne regije GB za Veliko Britanijo, drugi del je dvomestno število (z začetnimi ničlami).

### Kode
| Koda | Ime pododdelka       | Kategorija pododdelka |
| ---- | -------------------- | --------------------- |
| ENG  | Anglija              | country               |
| NIR  | Severna Irska        | province              |
| SCT  | Škotska              | country               |
| WLS  | Wales [Cymru GB-CYM] | principality          |

#### Vključeno zaradi celote
| Koda | Ime                 |
| ---- | ------------------- |
| EAW  | Anglija in Wales    |
| GBN  | Združeno kraljestvo |
| UKM  | Združeno kraljestvo |

### Seznam pododdelkov
| Koda   | Ime pododdelka                                      | Kategorija pododdelka | In country/province/principality |
| ------ | --------------------------------------------------- | --------------------- | -------------------------------- |
| GB-BKM | Buckinghamshire                                     | two-tier county       | ENG                              |
| GB-CAM | Cambridgeshire                                      | two-tier county       | ENG                              |
| GB-CMA | Cumbria                                             | two-tier county       | ENG                              |
| GB-DBY | Derbyshire                                          | two-tier county       | ENG                              |
| GB-DEV | Devon                                               | two-tier county       | ENG                              |
| GB-DOR | Dorset                                              | two-tier county       | ENG                              |
| GB-ESX | East Sussex                                         | two-tier county       | ENG                              |
| GB-ESS | Essex                                               | two-tier county       | ENG                              |
| GB-GLS | Gloucestershire                                     | two-tier county       | ENG                              |
| GB-HAM | Hampshire                                           | two-tier county       | ENG                              |
| GB-HRT | Hertfordshire                                       | two-tier county       | ENG                              |
| GB-KEN | Kent                                                | two-tier county       | ENG                              |
| GB-LAN | Lancashire                                          | two-tier county       | ENG                              |
| GB-LEC | Leicestershire                                      | two-tier county       | ENG                              |
| GB-LIN | Lincolnshire                                        | two-tier county       | ENG                              |
| GB-NFK | Norfolk                                             | two-tier county       | ENG                              |
| GB-NYK | North Yorkshire                                     | two-tier county       | ENG                              |
| GB-NTH | Northamptonshire                                    | two-tier county       | ENG                              |
| GB-NTT | Nottinghamshire                                     | two-tier county       | ENG                              |
| GB-OXF | Oxfordshire                                         | two-tier county       | ENG                              |
| GB-SOM | Somerset                                            | two-tier county       | ENG                              |
| GB-STS | Staffordshire                                       | two-tier county       | ENG                              |
| GB-SFK | Suffolk                                             | two-tier county       | ENG                              |
| GB-SRY | Surrey                                              | two-tier county       | ENG                              |
| GB-WAR | Warwickshire                                        | two-tier county       | ENG                              |
| GB-WSX | West Sussex                                         | two-tier county       | ENG                              |
| GB-WOR | Worcestershire                                      | two-tier county       | ENG                              |
| GB-BDG | Barking and Dagenham                                | London borough        | ENG                              |
| GB-BNE | Barnet                                              | London borough        | ENG                              |
| GB-BEX | Bexley                                              | London borough        | ENG                              |
| GB-BEN | Brent                                               | London borough        | ENG                              |
| GB-BRY | Bromley                                             | London borough        | ENG                              |
| GB-CMD | Camden                                              | London borough        | ENG                              |
| GB-CRY | Croydon                                             | London borough        | ENG                              |
| GB-EAL | Ealing                                              | London borough        | ENG                              |
| GB-ENF | Enfield                                             | London borough        | ENG                              |
| GB-GRE | Greenwich                                           | London borough        | ENG                              |
| GB-HCK | Hackney                                             | London borough        | ENG                              |
| GB-HMF | Hammersmith and Fulham                              | London borough        | ENG                              |
| GB-HRY | Haringey                                            | London borough        | ENG                              |
| GB-HRW | Harrow                                              | London borough        | ENG                              |
| GB-HAV | Havering                                            | London borough        | ENG                              |
| GB-HIL | Hillingdon                                          | London borough        | ENG                              |
| GB-HNS | Hounslow                                            | London borough        | ENG                              |
| GB-ISL | Islington                                           | London borough        | ENG                              |
| GB-KEC | Kensington and Chelsea                              | London borough        | ENG                              |
| GB-KTT | Kingston upon Thames                                | London borough        | ENG                              |
| GB-LBH | Lambeth                                             | London borough        | ENG                              |
| GB-LEW | Lewisham                                            | London borough        | ENG                              |
| GB-MRT | Merton                                              | London borough        | ENG                              |
| GB-NWM | Newham                                              | London borough        | ENG                              |
| GB-RDB | Redbridge                                           | London borough        | ENG                              |
| GB-RIC | Richmond upon Thames                                | London borough        | ENG                              |
| GB-SWK | Southwark                                           | London borough        | ENG                              |
| GB-STN | Sutton                                              | London borough        | ENG                              |
| GB-TWH | Tower Hamlets                                       | London borough        | ENG                              |
| GB-WFT | Waltham Forest                                      | London borough        | ENG                              |
| GB-WND | Wandsworth                                          | London borough        | ENG                              |
| GB-WSM | Westminster                                         | London borough        | ENG                              |
| GB-BNS | Barnsley                                            | metropolitan district | ENG                              |
| GB-BIR | Birmingham                                          | metropolitan district | ENG                              |
| GB-BOL | Bolton                                              | metropolitan district | ENG                              |
| GB-BRD | Bradford                                            | metropolitan district | ENG                              |
| GB-BUR | Bury                                                | metropolitan district | ENG                              |
| GB-CLD | Calderdale                                          | metropolitan district | ENG                              |
| GB-COV | Coventry                                            | metropolitan district | ENG                              |
| GB-DNC | Doncaster                                           | metropolitan district | ENG                              |
| GB-DUD | Dudley                                              | metropolitan district | ENG                              |
| GB-GAT | Gateshead                                           | metropolitan district | ENG                              |
| GB-KIR | Kirklees                                            | metropolitan district | ENG                              |
| GB-KWL | Knowsley                                            | metropolitan district | ENG                              |
| GB-LDS | Leeds                                               | metropolitan district | ENG                              |
| GB-LIV | Liverpool                                           | metropolitan district | ENG                              |
| GB-MAN | Manchester                                          | metropolitan district | ENG                              |
| GB-NET | Newcastle upon Tyne                                 | metropolitan district | ENG                              |
| GB-NTY | North Tyneside                                      | metropolitan district | ENG                              |
| GB-OLD | Oldham                                              | metropolitan district | ENG                              |
| GB-RCH | Rochdale                                            | metropolitan district | ENG                              |
| GB-ROT | Rotherham                                           | metropolitan district | ENG                              |
| GB-SHN | St. Helens                                          | metropolitan district | ENG                              |
| GB-SLF | Salford                                             | metropolitan district | ENG                              |
| GB-SAW | Sandwell                                            | metropolitan district | ENG                              |
| GB-SFT | Sefton                                              | metropolitan district | ENG                              |
| GB-SHF | Sheffield                                           | metropolitan district | ENG                              |
| GB-SOL | Solihull                                            | metropolitan district | ENG                              |
| GB-STY | South Tyneside                                      | metropolitan district | ENG                              |
| GB-SKP | Stockport                                           | metropolitan district | ENG                              |
| GB-SND | Sunderland                                          | metropolitan district | ENG                              |
| GB-TAM | Tameside                                            | metropolitan district | ENG                              |
| GB-TRF | Trafford                                            | metropolitan district | ENG                              |
| GB-WKF | Wakefield                                           | metropolitan district | ENG                              |
| GB-WLL | Walsall                                             | metropolitan district | ENG                              |
| GB-WGN | Wigan                                               | metropolitan district | ENG                              |
| GB-WRL | Wirral                                              | metropolitan district | ENG                              |
| GB-WLV | Wolverhampton                                       | metropolitan district | ENG                              |
| GB-BAS | Bath and North East Somerset                        | unitary authority     | ENG                              |
| GB-BBD | Blackburn with Darwen                               | unitary authority     | ENG                              |
| GB-BDF | Bedford                                             | unitary authority     | ENG                              |
| GB-BPL | Blackpool                                           | unitary authority     | ENG                              |
| GB-BMH | Bournemouth                                         | unitary authority     | ENG                              |
| GB-BRC | Bracknell Forest                                    | unitary authority     | ENG                              |
| GB-BNH | Brighton and Hove                                   | unitary authority     | ENG                              |
| GB-BST | Bristol, City of                                    | unitary authority     | ENG                              |
| GB-CBF | Central Bedfordshire                                | unitary authority     | ENG                              |
| GB-CHE | Cheshire East                                       | unitary authority     | ENG                              |
| GB-CHW | Cheshire West and Chester                           | unitary authority     | ENG                              |
| GB-CON | Cornwall                                            | unitary authority     | ENG                              |
| GB-DAL | Darlington                                          | unitary authority     | ENG                              |
| GB-DER | Derby                                               | unitary authority     | ENG                              |
| GB-DUR | Durham                                              | unitary authority     | ENG                              |
| GB-ERY | East Riding of Yorkshire                            | unitary authority     | ENG                              |
| GB-HAL | Halton                                              | unitary authority     | ENG                              |
| GB-HPL | Hartlepool                                          | unitary authority     | ENG                              |
| GB-HEF | Herefordshire                                       | unitary authority     | ENG                              |
| GB-IOW | Isle of Wight                                       | unitary authority     | ENG                              |
| GB-KHL | Kingston upon Hull                                  | unitary authority     | ENG                              |
| GB-LCE | Leicester                                           | unitary authority     | ENG                              |
| GB-LUT | Luton                                               | unitary authority     | ENG                              |
| GB-MDW | Medway                                              | unitary authority     | ENG                              |
| GB-MDB | Middlesbrough                                       | unitary authority     | ENG                              |
| GB-MIK | Milton Keynes                                       | unitary authority     | ENG                              |
| GB-NEL | North East Lincolnshire                             | unitary authority     | ENG                              |
| GB-NLN | North Lincolnshire                                  | unitary authority     | ENG                              |
| GB-NSM | North Somerset                                      | unitary authority     | ENG                              |
| GB-NBL | Northumberland                                      | unitary authority     | ENG                              |
| GB-NGM | Nottingham                                          | unitary authority     | ENG                              |
| GB-PTE | Peterborough                                        | unitary authority     | ENG                              |
| GB-PLY | Plymouth                                            | unitary authority     | ENG                              |
| GB-POL | Poole                                               | unitary authority     | ENG                              |
| GB-POR | Portsmouth                                          | unitary authority     | ENG                              |
| GB-RDG | Reading                                             | unitary authority     | ENG                              |
| GB-RCC | Redcar and Cleveland                                | unitary authority     | ENG                              |
| GB-RUT | Rutland                                             | unitary authority     | ENG                              |
| GB-SHR | Shropshire                                          | unitary authority     | ENG                              |
| GB-SLG | Slough                                              | unitary authority     | ENG                              |
| GB-SGC | South Gloucestershire                               | unitary authority     | ENG                              |
| GB-STH | Southampton                                         | unitary authority     | ENG                              |
| GB-SOS | Southend-on-Sea                                     | unitary authority     | ENG                              |
| GB-STT | Stockton-on-Tees                                    | unitary authority     | ENG                              |
| GB-STE | Stoke-on-Trent                                      | unitary authority     | ENG                              |
| GB-SWD | Swindon                                             | unitary authority     | ENG                              |
| GB-TFW | Telford and Wrekin                                  | unitary authority     | ENG                              |
| GB-THR | Thurrock                                            | unitary authority     | ENG                              |
| GB-TOB | Torbay                                              | unitary authority     | ENG                              |
| GB-WRT | Warrington                                          | unitary authority     | ENG                              |
| GB-WBK | West Berkshire                                      | unitary authority     | ENG                              |
| GB-WIL | Wiltshire                                           | unitary authority     | ENG                              |
| GB-WNM | Windsor and Maidenhead                              | unitary authority     | ENG                              |
| GB-WOK | Wokingham                                           | unitary authority     | ENG                              |
| GB-YOR | York                                                | unitary authority     | ENG                              |
| GB-LND | London, City of                                     | city corporation      | ENG                              |
| GB-ANT | Antrim                                              | district council area | NIR                              |
| GB-ARD | Ards                                                | district council area | NIR                              |
| GB-ARM | Armagh                                              | district council area | NIR                              |
| GB-BLA | Ballymena                                           | district council area | NIR                              |
| GB-BLY | Ballymoney                                          | district council area | NIR                              |
| GB-BNB | Banbridge                                           | district council area | NIR                              |
| GB-BFS | Belfast                                             | district council area | NIR                              |
| GB-CKF | Carrickfergus                                       | district council area | NIR                              |
| GB-CSR | Castlereagh                                         | district council area | NIR                              |
| GB-CLR | Coleraine                                           | district council area | NIR                              |
| GB-CKT | Cookstown                                           | district council area | NIR                              |
| GB-CGV | Craigavon                                           | district council area | NIR                              |
| GB-DRY | Derry                                               | district council area | NIR                              |
| GB-DOW | Down                                                | district council area | NIR                              |
| GB-DGN | Dungannon                                           | district council area | NIR                              |
| GB-FER | Fermanagh                                           | district council area | NIR                              |
| GB-LRN | Larne                                               | district council area | NIR                              |
| GB-LMV | Limavady                                            | district council area | NIR                              |
| GB-LSB | Lisburn                                             | district council area | NIR                              |
| GB-MFT | Magherafelt                                         | district council area | NIR                              |
| GB-MYL | Moyle                                               | district council area | NIR                              |
| GB-NYM | Newry and Mourne District                           | district council area | NIR                              |
| GB-NTA | Newtownabbey                                        | district council area | NIR                              |
| GB-NDN | North Down                                          | district council area | NIR                              |
| GB-OMH | Omagh                                               | district council area | NIR                              |
| GB-STB | Strabane                                            | district council area | NIR                              |
| GB-ABE | Aberdeen City                                       | council area          | SCT                              |
| GB-ABD | Aberdeenshire                                       | council area          | SCT                              |
| GB-ANS | Angus                                               | council area          | SCT                              |
| GB-AGB | Argyll and Bute                                     | council area          | SCT                              |
| GB-CLK | Clackmannanshire                                    | council area          | SCT                              |
| GB-DGY | Dumfries and Galloway                               | council area          | SCT                              |
| GB-DND | Dundee City                                         | council area          | SCT                              |
| GB-EAY | East Ayrshire                                       | council area          | SCT                              |
| GB-EDU | East Dunbartonshire                                 | council area          | SCT                              |
| GB-ELN | East Lothian                                        | council area          | SCT                              |
| GB-ERW | East Renfrewshire                                   | council area          | SCT                              |
| GB-EDH | Edinburgh, City of                                  | council area          | SCT                              |
| GB-ELS | Eilean Siar                                         | council area          | SCT                              |
| GB-FAL | Falkirk                                             | council area          | SCT                              |
| GB-FIF | Fife                                                | council area          | SCT                              |
| GB-GLG | Glasgow City                                        | council area          | SCT                              |
| GB-HLD | Highland                                            | council area          | SCT                              |
| GB-IVC | Inverclyde                                          | council area          | SCT                              |
| GB-MLN | Midlothian                                          | council area          | SCT                              |
| GB-MRY | Moray                                               | council area          | SCT                              |
| GB-NAY | North Ayrshire                                      | council area          | SCT                              |
| GB-NLK | North Lanarkshire                                   | council area          | SCT                              |
| GB-ORK | Orkney Islands                                      | council area          | SCT                              |
| GB-PKN | Perth and Kinross                                   | council area          | SCT                              |
| GB-RFW | Renfrewshire                                        | council area          | SCT                              |
| GB-SCB | Scottish Borders, The                               | council area          | SCT                              |
| GB-ZET | Shetland Islands                                    | council area          | SCT                              |
| GB-SAY | South Ayrshire                                      | council area          | SCT                              |
| GB-SLK | South Lanarkshire                                   | council area          | SCT                              |
| GB-STG | Stirling                                            | council area          | SCT                              |
| GB-WDU | West Dunbartonshire                                 | council area          | SCT                              |
| GB-WLN | West Lothian                                        | council area          | SCT                              |
| GB-BGW | Blaenau Gwent                                       | unitary authority     | WLS                              |
| GB-BGE | Bridgend [Pen-y-bont ar Ogwr GB-POG]                | unitary authority     | WLS                              |
| GB-CAY | Caerphilly [Caerffili GB-CAF]                       | unitary authority     | WLS                              |
| GB-CRF | Cardiff [Caerdydd GB-CRD]                           | unitary authority     | WLS                              |
| GB-CMN | Carmarthenshire [Sir Gaerfyrddin GB-GFY]            | unitary authority     | WLS                              |
| GB-CGN | Ceredigion [Sir Ceredigion]                         | unitary authority     | WLS                              |
| GB-CWY | Conwy                                               | unitary authority     | WLS                              |
| GB-DEN | Denbighshire [Sir Ddinbych GB-DDB]                  | unitary authority     | WLS                              |
| GB-FLN | Flintshire [Sir y Fflint GB-FFL]                    | unitary authority     | WLS                              |
| GB-GWN | Gwynedd                                             | unitary authority     | WLS                              |
| GB-AGY | Isle of Anglesey [Sir Ynys Môn GB-YNM]              | unitary authority     | WLS                              |
| GB-MTY | Merthyr Tydfil [Merthyr Tudful GB-MTU]              | unitary authority     | WLS                              |
| GB-MON | Monmouthshire [Sir Fynwy GB-FYN]                    | unitary authority     | WLS                              |
| GB-NTL | Neath Port Talbot [Castell-nedd Port Talbot GB-CTL] | unitary authority     | WLS                              |
| GB-NWP | Newport [Casnewydd GB-CNW]                          | unitary authority     | WLS                              |
| GB-PEM | Pembrokeshire [Sir Benfro GB-BNF]                   | unitary authority     | WLS                              |
| GB-POW | Powys                                               | unitary authority     | WLS                              |
| GB-RCT | Rhondda, Cynon, Taff [Rhondda, Cynon, Taf]          | unitary authority     | WLS                              |
| GB-SWA | Swansea [Abertawe GB-ATA]                           | unitary authority     | WLS                              |
| GB-TOF | Torfaen [Tor-faen]                                  | unitary authority     | WLS                              |
| GB-VGL | Vale of Glamorgan, The [Bro Morgannwg GB-BMG]       | unitary authority     | WLS                              |
| GB-WRX | Wrexham [Wrecsam GB-WRC]                            | unitary authority     | WLS                              |

## Spremembe
The following changes to the entry have been announced in newsletters by the ISO 3166/MA since the first publication of ISO 3166-2 in 1998:
| Newsletter                                               | Date issued | Description of change in newsletter                                             | Koda/Sprememba pododdelka |
| -------------------------------------------------------- | ----------- | ------------------------------------------------------------------------------- | --- |
| Newsletter I-2 Arhivirano 2012-01-31 na Wayback Machine. | 2002-05-21  | Various corrections of name forms i.e. deletion of name adjuncts                | |
| Newsletter I-8 Arhivirano 2011-06-06 na Wayback Machine. | 2007-04-17  | Modification of the administrative structure                                    | Pododdelek izbrisan: GB-CHA Channel Islands GB-IOM Isle of Man (see ISO 3166-2:IM) GB-GSY Guernsey (see ISO 3166-2:GG) GB-JSY Jersey (see ISO 3166-2:JE)                                           |
| Newsletter I-9                                           | 2007-11-28  | Modification of administrative structure                                        | |
| Newsletter II-2                                          | 2010-06-30  | Update and reorganization of the subdivision data and update of the list source | Pododdleke dodan: GB-BDF Bedford GB-CBF Central Bedfordshire GB-CHE Cheshire East GB-CHW Cheshire West and Chester Pododdelek izbrisan: GB-BDF Bedfordshire GB-CHS Cheshire GB-IOS Isles of Scilly |